# Алеврит
Алеврит (на гръцки: αλεύρι, букв. брашно) са преходни, неспоени седиментни частици. Изградени са предимно от минерални зърна на кварц, слюда, фелдшпат и имат размери от 0,01 до 0,1 мм.  Според други автори тези размери варират от 0,005 – 0,05 мм. В зависимост от преобладаващия размер на зрънцата се различават два вида алеврит:
- Грубозърнест – от 0,05 до 0,1 мм
- Дребнозърнест, финозърнест – от 0,01 до 0,05 мм.

Терминът алеврит е предложен през 1930 г. от Александър Заварицки. Отнася се за материал, който е загубил характерните свойства на пясъка, но все още не е глина. Когато частиците са споени с циментиращо вещество се образува скалата алевролит. Използва се в циментовото, строителното и керамичното производство.